# Aperileptus convexus
Aperileptus convexus là một loài tò vò trong họ Ichneumonidae.